# Codespring

## History
Societatea Codespring a fost înființată în anul 2005 la Cluj-Napoca, România. Firma funcționează sub forma juridică de societate cu răspundere limitată, având ca activitate principală consultanță și furnizare de produse software. Conform cifrei de afaceri anuale, Codespring intră în categoria întreprinderilor mijlocii cu un număr de 50 de angajați. Codespring este membru al Asociației Patronale a Industriei de Software și Servicii ANIS, o asociație profesională, nonguvernamentală și nonprofit care reprezintă producătorii de software și furnizorii de servicii asociate din România, precum și al ARIES, asociatia firmelor de electronica si software din România.